# Eulophia coccifera
Espèce
Classification phylogénétique
Eulophia coccifera est une espèce florale de la famille des Orchidaceae endémique de l'île de La Réunion, dans l'océan Indien.

## Informations complémentaires